# Campeonato Potiguar 2019
In 2019 werd het 100ste Campeonato Potiguar gespeeld voor voetbalclubs uit de Braziliaanse staat Rio Grande do Norte. De competitie werd georganiseerd door de FNF en werd gespeeld van 9 januari tot 24 april. América de Natal werd kampioen. 

## Eerste toernooi

### Eerste fase
| Plaats | Club                    | Wed. | W | G | V | Saldo | Ptn. |
| ------ | ----------------------- | ---- | - | - | - | ----- | ---- |
| 1.     | ABC                     | 7    | 4 | 1 | 2 | 11:7  | 13   |
| 2.     | América de Natal        | 7    | 4 | 1 | 2 | 11:7  | 13   |
| 3.     | Globo                   | 7    | 3 | 3 | 1 | 7:1   | 12   |
| 4.     | Palmeira                | 7    | 2 | 2 | 3 | 5:10  | 8    |
| 5.     | Santa Cruz de Natal     | 7    | 1 | 4 | 2 | 4:4   | 7    |
| 6.     | Potiguar de Mossoró (1) | 7    | 3 | 3 | 1 | 9:5   | 6    |
| 7.     | ASSU                    | 7    | 0 | 5 | 2 | 3:8   | 5    |
| 8.     | Força e Luz             | 7    | 0 | 3 | 4 | 4:12  | 3    |

(1): Potiguar de Mossoró kreeg zes strafpunten voor het opstellen van een niet-speelgerechtigde speler
|  | Geplaatst voor finale |

### Finale
Copa Cidade do Natal
|                   |                  |       |                               |                                             |
| 20 februari 20:30 | América de Natal | 1 – 2 | ABC                           | Arena das Dunas, Natal Toeschouwers: 18.739 |
| 20 februari 20:30 | Hiltinho 1'      |       | 2' Rodrigo Rodrigues 68' Ivan | Arena das Dunas, Natal Toeschouwers: 18.739 |

| América | ABC |

## Tweede toernooi

### Eerste fase
| Plaats | Club                | Wed. | W | G | V | Saldo | Ptn. |
| ------ | ------------------- | ---- | - | - | - | ----- | ---- |
| 1.     | Potiguar de Mossoró | 7    | 5 | 1 | 1 | 15:7  | 16   |
| 2.     | América de Natal    | 7    | 5 | 0 | 2 | 13:3  | 15   |
| 3.     | Globo               | 7    | 4 | 2 | 1 | 11:6  | 14   |
| 4.     | ABC                 | 7    | 4 | 1 | 2 | 10:7  | 13   |
| 5.     | ASSU                | 7    | 2 | 2 | 3 | 8:10  | 8    |
| 6.     | Força e Luz         | 7    | 2 | 1 | 4 | 3:11  | 7    |
| 7.     | Santa Cruz de Natal | 7    | 1 | 1 | 5 | 5:8   | 4    |
| 8.     | Palmeira            | 7    | 1 | 0 | 6 | 3:16  | 3    |

|  | Geplaatst voor finale |

### Finale
Copa RN
|                |                     |                                   |                  |                                        |
| 10 april 20:30 | Potiguar de Mossoró | 0 – 2                             | América de Natal | Nogueirão, Mossoró Toeschouwers: 2.401 |
| 10 april 20:30 |                     | 80' Adriano Pardal 90+6' Luisinho |                  | Nogueirão, Mossoró Toeschouwers: 2.401 |

| Potiguar | América |

## Finale
Heen
|                |     |       |                  |                                        |
| 17 april 20:30 | ABC | 0 – 0 | América de Natal | Frasqueirão, Natal Toeschouwers: 8.108 |
| 17 april 20:30 |     |       |                  | Frasqueirão, Natal Toeschouwers: 8.108 |

| ABC | América |

Terug
|                |                              |       |              |                                             |
| 24 april 20:30 | América de Natal             | 2 – 1 | ABC          | Arena das Dunas, Natal Toeschouwers: 21.491 |
| 24 april 20:30 | Jean Patric 44' Alison 90+4' |       | 73' Maurício | Arena das Dunas, Natal Toeschouwers: 21.491 |

| América | ABC |

## Totaalstand
| Plaats | Club                    | Wed. | W  | G | V | Saldo | Ptn. |
| ------ | ----------------------- | ---- | -- | - | - | ----- | ---- |
| 1.     | América de Natal        | 18   | 11 | 2 | 5 | 29:13 | 35   |
| 2.     | ABC                     | 17   | 9  | 3 | 5 | 24:17 | 30   |
| 3.     | Globo                   | 14   | 7  | 5 | 2 | 18:7  | 26   |
| 4.     | Potiguar de Mossoró (1) | 15   | 8  | 4 | 3 | 24:14 | 22   |
| 5.     | ASSU                    | 14   | 2  | 7 | 5 | 11:18 | 13   |
| 6.     | Palmeira                | 14   | 3  | 2 | 9 | 8:26  | 11   |
| 7.     | Santa Cruz de Natal     | 14   | 2  | 5 | 7 | 9:12  | 11   |
| 8.     | Força e Luz             | 14   | 2  | 4 | 8 | 7:23  | 10   |

(1): Potiguar de Mossoró kreeg zes strafpunten voor het opstellen van een niet-speelgerechtigde speler
|  | Kampioen, geplaatst voor Copa do Brasil 2020, Copa do Nordeste 2020 en Série D 2020 |
|  | Vicekampioen, geplaatst voor Copa do Brasil 2020 en Copa do Nordeste 2020           |
|  | Geplaatst voor Série D 2020                                                         |
|  | Degradatie                                                                          |

## Kampioen
| Campeonato Potiguar de 2019           |
| Rio Grande do Norte                   |
| ------------------------------------- |
| AMÉRICA DE NATAL Kampioen (36° titel) |